# Cuza Vodă (Călărași)
Cuza Vodă é uma comuna romena localizada no distrito de Călăraşi, na região de Muntênia. A comuna possui uma área de 140.50 km² e sua população era de 4100 habitantes segundo o censo de 2007.